# Alej ke sv. Anně
Alej ke sv. Anně je chráněné stromořadí u Horšovského Týnu. Alej tvořená 43 lípami malolistými (Tilia cordata) a 5 lípami velkolistými (Tilia platyphyllos) vede od silnice na Mašovice k pozdně gotickému poutnímu kostelu sv. Anny na Vršíčku. Z větší části je alej oboustranná, třetina před koncem má lípy jen z jedné strany. Obvody kmenů měří 48–548 cm (měření 2003). Stromy jsou chráněny od roku 2003 jako krajinná dominanta a součást památky.

## Stromy v okolí
- Javor pod zámkem
- Javor u Vdovského domu